# TMSB10
TMSB10‏ (Thymosin beta 10) هوَ بروتين يُشَفر بواسطة جين TMSB10 في الإنسان.